# Campanha do oeste da Líbia em 2019–2020
Campanha do oeste da Líbia em 2019–2021 foi uma campanha militar iniciada em 4 de abril de 2019 pela "Operação Inundação da Dignidade", do Exército Nacional Líbio sob o comando do marechal Khalifa , que representa a Câmara dos Representantes da Líbia, para capturar a região ocidental da Líbia e eventualmente, a capital Trípoli, mantida pelo Governo do Acordo Nacional, reconhecido internacionalmente.
As forças do Exército Nacional Líbio chegaram aos subúrbios, mas não conseguiram entrar na capital. O Governo do Acordo Nacional lançou um contra-ataque com o codinome "Operação Vulcão da Raiva" (ou "Operação Vulcão da Fúria"). Mas por vários meses os combates ficariam instáveis e ocorreriam muitas fases da trégua.
A campanha foi marcada por muitas implicações estrangeiras, incluindo o apoio da Turquia ao Governo do Acordo Nacional e o apoio dos Emirados Árabes Unidos, do Egito, da Rússia, da Arábia Saudita ao Exército Nacional Líbio. O embargo de armas imposto pela ONU é violado abertamente e muitos mercenários sírios, russos e sudaneses estão envolvidos nos combates.
A intervenção da Turquia na guerra em janeiro de 2020, com o envio de muitos drones e milhares de mercenários do Exército Nacional Sírio, no entanto, dá a vantagem ao governo de Trípoli. Em junho de 2020, as forças da Exército Nacional Líbio são completamente expulsas dos arredores de Trípoli.

## Antecedentes
Após a queda do regime de Gaddafi em 2011, o controle político e militar na Líbia entrou em colapso. A luta entre diferentes facções se intensificou em 2014, com a Câmara dos Representantes, sediada na cidade de Tobruk, no leste, sendo a principal força política que afirma ser o governo legítimo da Líbia. A Câmara dos Representantes foi apoiada pelo Exército Nacional Líbio do Marechal Khalifa Haftar. No início de 2016, um governo rival, o Governo do Acordo Nacional (GAN), foi estabelecido em Trípoli com o apoio das Nações Unidas e de vários países ocidentais. Também é apoiado pela Itália, principal parceiro econômico da Líbia, pela Turquia e pelo Catar. O Exército Nacional Líbio, contudo, recebe apoio militar do Egito, dos Emirados Árabes Unidos e da Arábia Saudita. A Rússia, por sua vez, tem ligações com os dois governos rivais. A França mantém uma posição ambígua reconhecendo formalmente o Governo do Acordo Nacional, mas também fornecendo apoio ao Exército Nacional Líbio durante operações contra os jihadistas.
Houve várias tentativas de negociar entre os dois governos e organizar novas eleições ao longo de 2017 e 2018. A partir de 2019, os planos para as eleições ainda permaneciam frouxos.
A eclosão dos combates aconteceu antes de uma conferência nacional sobre a Líbia planejada com apoio internacional, marcada para 14 de abril, com o objetivo de criar um governo de unidade entre Sarraj e Haftar. A conferência foi planejada durante um ano e representantes de todas as facções políticas foram convidados, com 120 a 150 delegados esperados. Seus objetivos eram criar uma estrutura para uma nova constituição e planejar novas eleições presidenciais e parlamentares. Em março de 2019, o avanço das forças de Haftar no sul e no oeste da Líbia durante a primeira parte daquele ano estava começando a causar preocupação para os organizadores da conferência. No início de 2019, o Exército Nacional Líbio do marechal Khalifa Haftar liderou uma ofensiva em Fezzan, no sudoeste da Líbia, que permitiu que assumisse o controle de parte da região. A proporção de forças é então favorável ao governo de Tobruk, que controla a maior parte do país.
Em 4 de abril de 2019, uma gravação em áudio foi publicada no Facebook pelo marechal Haftar declarando guerra ao Governo do Acordo Nacional e anunciando que o Exército Nacional Líbio assumiria militarmente a cidade de Trípoli.
Em resposta, o governo de Trípoli, liderado pelo primeiro-ministro Fayez al-Sarraj e pelo Conselho Presidencial, ordenou uma mobilização geral de todas as suas forças de segurança.

## Campanha
No dia 4 de abril, ao amanhecer, as forças do Exército Nacional Líbio chegaram aos arredores da cidade de Gharyan, 100 quilômetros ao sul de Trípoli. O general Abdessalem al-Hassi, comandante das operações militares do Exército Nacional Líbio na região oeste, declarou que suas tropas entraram na cidade sem combates. A AFP afirma, no entanto, que esta informação é "negada pela manhã por pelo menos quatro fontes locais". Os povoados de Gheriane, localizada o 65 quilômetros a oeste de Trípoli, e Sermane, a 60 quilômetros a leste, são tomados no mesmo dia, sem combates, pelas forças pró-Haftar.
Na noite de 4 de abril, dezenas de homens do Exército Nacional Líbio com quinze caminhonetes assumem o controle da barreira de segurança "ponte 27", a 27 quilômetros a oeste de Trípoli. O ataque é liderado pelas unidades 106 e 107, consideradas parte das tropas de elite do Exército Nacional Líbio. No entanto, no dia seguinte, pouco antes do amanhecer, uma milícia de Zauia pró-Governo do Acordo Nacional retoma este ponto depois de uma curta escaramuça e fazer dezenas de prisioneiros. O porta-voz do Exército Nacional Líbio, Ahmad al-Mesmari, admite que 128 soldados foram capturados. O Governo do Acordo Nacional, por sua vez, fornece um balanço de 145 prisioneiros e 60 veículos capturados.
Os primeiros combates significativos começam em 5 de abril, no final do dia, a cerca de cinquenta quilômetros ao sul de Trípoli, nas proximidades de Gasr Ben Ghechir, Soug al-Khamis, Al-Saeh e Soug al-Sabt.  As forças do Exército Nacional Líbio tentam então controlar o Aeroporto Internacional de Trípoli. De acordo com o Governo do Acordo Nacional, eles conseguem tomá-lo brevemente antes de serem repelidos. Os combates também ocorrem na região de El Azizia, a cerca de 50 quilômetros a sudoeste de Trípoli.  O Exército Nacional Líbio reivindica a captura da cidade de El Azizia, assim como Tarhounah, a 90 quilômetros a sudeste de Trípoli, onde a milícia da cidade, a Sétima Brigada, desertou para se juntar ao Exército Nacional Líbio.
Na noite de 5 de abril, as tropas do Exército Nacional Líbio também entram na cidade de Gasr Ben Ghechir, a menos de 30 quilômetros ao sul de Trípoli.
Em 6 de abril, os combates continuam, particularmente nas proximidades de Wadi Al-Rabii e Gasr Ben Ghechir. Ataques aéreos contra as tropas do Exército Nacional Líbio são relatados.
Em 7 de abril, o Exército Nacional Líbio respondeu conduzindo bombardeios aéreos na região de Trípoli.